# 弗拉特斯三世
弗拉特斯三世（？—前57年），是自公元前69年至公元前57年的安息帝國王中之王。他是其前任安息帝國國王薩納特魯斯的兒子和繼承人。
在弗拉特斯三世繼位時，安息帝國不復為古代近東的主要政治力量：安息帝國的鄰國亞美尼亞王國的國王提格兰二世與其盟友本都王國國王米特里達梯六世的力量比起弗拉特斯三世更為優勝。因此，弗拉特斯三世在位期間努力嘗試將安息帝國的地位回復至如以前般高。此時，安息帝國西部戰爭頻發。提格蘭二世與米特里達梯六世游說弗拉特斯三世參與他們對抗罗马共和国的戰爭，而羅馬共和國也在同時游說弗拉特斯三世在戰爭中加入其陣營。弗拉特斯三世似乎有同時向雙方許諾，但他仍然沒有主動參與戰爭。他等待戰爭的結果，並打算在合適的時機讓安息帝國從中漁人得利。
在前65年，弗拉特斯三世與其新女婿小提格蘭（提格蘭二世之子）對亞美尼亞進行遠征。遠征行動原本是成功的，然而因在阿爾塔克夏塔長期受困而遭停頓。弗拉特斯三世因此將遠征隊伍交給小提格蘭，並派了一些安息帝國士兵給小提格蘭，以增強小提格蘭的實力。小提格蘭最終被其父王提格蘭二世打敗，然而這讓小提格蘭拋棄弗拉特斯三世，並改為投靠羅馬共和國將軍格奈乌斯·庞培。提格蘭二世很快就對羅馬共和國表示臣服，使其得以繼續保有王位。羅馬共和國於是指定小提格蘭為索菲尼王國的統治者。然而，小提格蘭很快就和龐培決裂，並被送到罗马、淪為階下囚。弗拉特斯三世雖然對此表示異議，但仍無濟於事。
大約在同年後期，弗拉特斯三世在提格蘭二世手上奪回阿迪亚波纳、戈爾杜艾內及美索不达米亚北部。然而，在羅馬共和國將軍奥卢斯·加比尼乌斯和盧基烏斯·阿弗拉尼烏斯發動的一次遠至底格里斯河的攻擊中，弗拉特斯三世失去了戈爾杜艾內，而戈爾杜艾內則被羅馬共和國歸還予提格蘭二世。在前64年初，當龐培正專注於其對米特里達梯六世的遠征時，弗拉特斯三世再度入侵亞美尼亞，並最終與龐培和提格蘭二世達成協議：美索不達米亞與阿迪亞波納為安息帝國領土，而戈爾杜艾內則為羅馬共和國領土。此外，弗拉特斯三世也與提格蘭二世簽訂了和平條約。
约前57年，弗拉特斯三世被其子米特里達梯四世及奥罗德斯二世所弑，其中米特里達梯四世繼承了王位。不久以後，米特里達梯四世與奧羅德斯二世之間爆發了内戰，而奧羅德斯二世在内戰中獲得勝利。

## 名諱
“弗拉特斯”一詞在安息語原文中為，而該詞源自古伊朗語中意解“獲得”的詞語“*Frahāta-”，希臘化後作，而該詞在現代波斯语中則作。

## 早年
弗拉特斯三世是其前任安息帝國國王薩納特魯斯的兒子，而薩納特魯斯則可能是安息帝國王中之王米特里達梯一世之子。薩納特魯斯所開創的安息帝國阿薩希德王朝的分支被現代歷史學家馬雷克·揚·奧爾布里希特（Marek Jan Olbrycht）稱為“薩納特魯希德王朝”，而此分支在前78年或前77年開始統治安息帝國，直至公元12年。在安息帝國王中之王米特里達梯二世駕崩後，安息帝國陷入動盪並開始衰落：安息帝國的王權下滑，而安息帝國的領土則不斷割予鄰國。阿爾塔克夏王朝的亞美尼亞國王提格蘭二世趁安息帝國處於弱勢時重奪其先前割讓予米特里達梯二世治下的安息帝國的“七十谷”。提格蘭二世其後更征服了阿特羅帕特尼、戈爾杜艾內、阿迪亞波納及美索不達米亞北部的安息帝國領地。提格蘭二世亦向其他王國發動戰爭，並吞併了叙利亚、奇里乞亚及柯里敘利亞。

## 統治

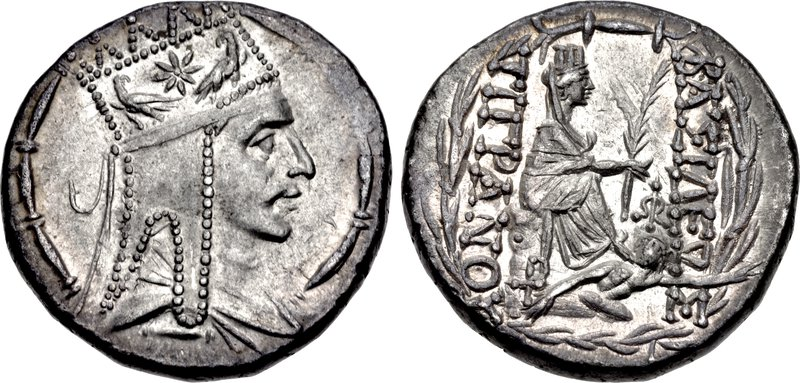
阿爾塔克夏王朝亞美尼亞王國國王提格兰二世的硬幣

在弗拉特斯三世在前69年繼位時，安息帝國不復為古代近東的主要政治力量：安息帝國的鄰國亞美尼亞王國的國王提格蘭二世與其盟友本都王國國王米特里達梯六世的力量比起弗拉特斯三世更為優勝。然而，局勢也開始轉變：在同年，羅馬帝國將領卢库鲁斯將提格蘭二世趕出敘利亞和奇里乞亞，並迫使後者撤回亞美尼亞，而米特里達梯六世也隨提格蘭二世逃走。盧庫魯斯隨即進軍到亞美尼亞，而其此次行動也同樣成功，使提格蘭二世與米特里達梯六世被迫退走至亞美尼亞北部。兩人在該地請求弗拉特斯三世援助他們，並承諾在事後將安息帝國的失土戈爾杜艾內、阿迪亞波納及美索不達米亞北部交還安息帝國。
這並非提格蘭二世與米特里達梯六世兩人首次請求安息帝國加入其陣營。在前72年，米特里達梯六世就曾經請求弗拉特斯三世的父王薩納特魯斯加入其陣營，惟薩納特魯斯拒絕，並選擇保持中立。同時，弗拉特斯三世與盧庫魯斯過從甚密，盧庫魯斯更提議讓羅馬共和國與安息帝國結盟，而他似乎也保證他會承認安息帝國對提格蘭二世的一切聲索。雖然盧庫魯斯對提格蘭二世與米特里達梯六世的戰爭在一開始非常順利，但提格蘭二世與米特里達梯六世的軍隊仍然對羅馬共和國構成威脅，並仍然具有擊退盧庫魯斯的實力。弗拉特斯三世似乎有同時向雙方許諾，但他仍然沒有主動參與戰爭。他等待戰爭的結果，並打算在合適的時機讓安息帝國從中漁人得利。

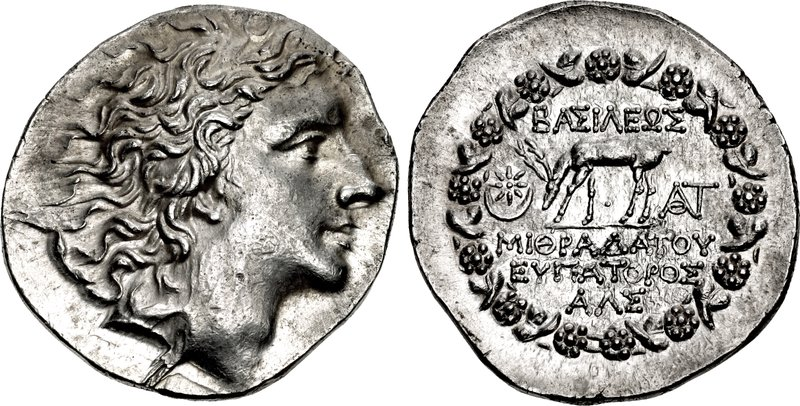
本都王國國王米特里達梯六世的硬幣

前66年，弗拉特斯三世與盧庫魯斯的後繼者格奈烏斯·龐培進行談判，而龐培有可能在談判中提出讓羅馬共和國承認安息帝國擁有美索不達米亞、阿迪亞波納和戈爾杜艾內的主權，以換取安息帝國對羅馬共和國的軍事援助。大約在同一時間，提格蘭二世的同名兒子兼儲君小提格蘭與其父王失和，並逃往弗拉特斯三世的宮廷。小提格蘭同意協助弗拉特斯三世奪取亞美尼亞王位，以娶得弗拉特斯三世之女。小提格蘭在前66年或前65年正式迎娶弗拉特斯三世之女，這段婚姻讓弗拉特斯三世得以干涉亞美尼亞的事務，而這包括防止龐培將安息帝國的利益置於險境。弗拉特斯三世與小提格蘭隨即對亞美尼亞進行遠征。遠征行動原本是成功的，然而因在阿爾塔克夏塔長期受困而遭停頓。弗拉特斯三世因此將遠征隊伍交給小提格蘭，並派了一些安息帝國士兵給小提格蘭，以增強小提格蘭的實力。小提格蘭最終被其父王打敗，然而這讓小提格蘭拋棄弗拉特斯三世，並改為投靠龐培。提格蘭二世很快就對羅馬共和國表示臣服，而龐培則容許其繼續保有王位。羅馬共和國於是指定小提格蘭為索菲尼王國的統治者，並保證其能在其父王駕崩後繼承其父王的王位。
然而，小提格蘭在一段短時間的統治後就被送到羅馬，並淪為階下囚。小提格蘭淪為階下囚的背後原因至今仍有爭議。根據拉希姆·M·沙耶甘（Rahim M. Shayegan）的説法，小提格蘭仍然是弗拉特斯三世的盟友，並仍然圖謀推翻其父王，因此淪為階下囚，然而根據米哈烏·馬爾恰克（Michał Marciak）的説法，小提格蘭因與龐培對於索菲尼王國國庫事務存在爭執而淪為階下囚。前65年春，弗拉特斯三世就其女婿被囚禁一事表示異議，但無濟於事。大約在同年後期，弗拉特斯三世在提格蘭二世手上奪回阿迪亞波納、戈爾杜艾內及美索不達米亞北部。然而，在羅馬共和國將軍奧盧斯·加比尼烏斯和盧基烏斯·阿弗拉尼烏斯發動的一次遠至底格里斯河的攻擊中，弗拉特斯三世失去了戈爾杜艾內，而戈爾杜艾內則被羅馬共和國歸還予提格蘭二世。
弗拉特斯三世就此事第二度表示異議，但亦無濟於事。當羅馬共和國在前65年或前64年冬撤軍，而龐培重啓對米特里達梯六世的戰爭時，弗拉特斯三世乘機在前64年初再度入侵亞美尼亞。弗拉特斯三世最終與龐培和提格蘭二世達成協議：美索不達米亞與阿迪亞波納為安息帝國領土，而戈爾杜艾內則為羅馬共和國領土。此外，弗拉特斯三世也與提格蘭二世簽訂了和平條約。

## 鑄幣及帝國意識形態

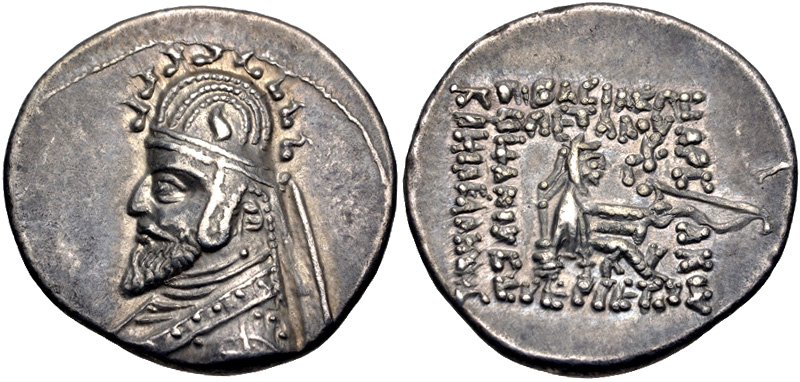
弗拉特斯三世的硬幣，其中他戴著秀冠鑽冕

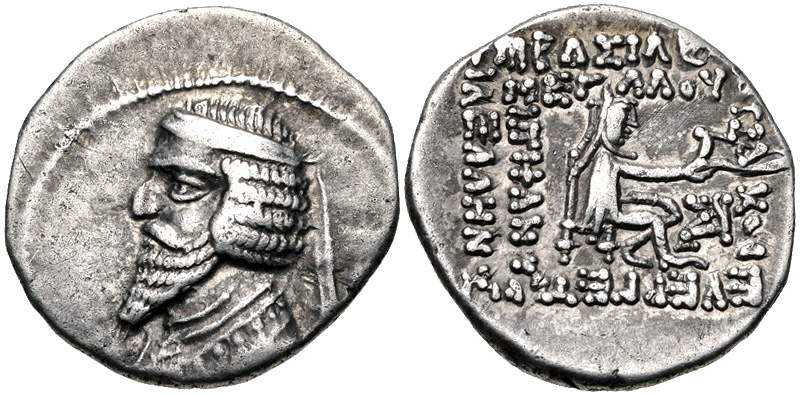
弗拉特斯三世的硬幣，其中他戴著帶狀王冠

弗拉特斯三世是倒數第二位在其硬幣上鑄有“王、神”頭銜的安息帝國君主。該頭銜由米特里達梯一世開始使用，惟在安息帝國君主中並不普遍，而最後一位使用該頭銜的安息帝國君主是米特里達梯四世。弗拉特斯三世使用的其他頭銜包括“神顯者”、“父為神者”和“出身高貴者”。根據現代歷史學家愛德華·丹布羅瓦（Edward Dąbrowa）的説法，此等頭銜被安息帝國君主“以其與神聖的祖先的親密關係，或其自身的神聖地位”用作支持其對王位的主張。也同時使用“王中之王”與“大王”的頭銜。與其他安息帝國君主一樣，弗拉特斯三世也採用了安息帝國開國君主阿尔沙克一世的名諱“阿爾沙克”作為其頭銜。阿爾沙克一世因其成就而受讚譽，而其名諱“阿爾沙克”也因而成為安息帝國君主的皇家榮譽。
在弗拉特斯三世在位期間鑄造的硬幣的正面，弗拉特斯三世會戴上兩種頭飾：有一列成年雄鹿裝飾的波斯王冕，以及基於希臘式帶狀王冠衍生的特有帶狀王冠。在弗拉特斯三世駕崩後，波斯王冕在好一段時間内不再出現於安息帝國硬幣上。弗拉特斯三世在位期間鑄造的硬幣也影響了其附庸國波西斯：其國王帕科一世在其在位期間鑄造的硬幣的正面上的髮型與弗拉特斯三世在位期間鑄造的硬幣的正面上的髮型相同。
弗拉特斯三世在位期間鑄造的四德拉克馬硬幣的背面則鑄有傳統的坐着的弓箭手圖案的衍生版本：弓箭手不再穿有袖大衣，而是穿著與硬幣正面上弗拉特斯三世所穿的開領長袍。根據現代歷史學家韋斯達·沙科什·柯提斯（Vesta Sarkhosh Curtis）的説法，“硬幣的背面上的弓箭手在現在很明確地與在硬幣正面上的國王為同一人”。硬幣上的弓箭手的手上也多了一頭類近古希臘宗教中宙斯神的老鷹的鳥。在安息帝國時代，伊朗人以希臘化的方式描繪國内神聖人物的形象，因此該鳥可以與《波斯古經》中的烏魯斯拉格納神相聯繫。

## 駕崩與王位繼承
约前57年，弗拉特斯三世被其子米特里達梯四世及奧羅德斯二世所弑。奧羅德斯二世起初支持其長兄米特里達梯四世，但最終與米特里達梯四世爆發內戰。在蘇倫家族的支持下，奧羅德斯二世打敗了米特里達梯四世，並在前55年成為安息帝國的唯一統治者。

## 遺產
弗拉特斯三世是自米特里達梯二世於前91年駕崩後，首位努力嘗試將安息帝國的地位回復至如以前般高的安息帝國君主，而弗拉特斯三世的嘗試在其在位的大部分時間持續。他在收復美索不達米亞北部和阿迪亞波納等失地的努力中取得局部成功。他對亞美尼亞的圖謀沒有成功，而其子奧羅德斯二世則在前55年提格蘭二世駕崩、提格蘭二世之子阿尔塔瓦兹德二世繼位後延續其父王對亞美尼亞的圖謀。

## 家庭

### 婚姻
弗拉特斯三世的妻子在巴比伦碑上有所記載，列舉如下：
- 皮里烏斯坦娜（Piriustana）
- 皮爾瓦詩坦妮（Pirwashtani）
- 特勒烏妮科（Teleuniqe）

### 子女
- 米特里達梯四世（長子），前57年－前54年間在位[48]
- 奥罗德斯二世，前57年－前37年間在位[48]
- 佚名公主，嫁提格兰二世之子小提格蘭（英语：Tigranes the Younger）[18]

### 家族
| 白色 |

| 藍色 |

| 綠色 |

| 黃色 |

| 紫色 |

| 紅色 |

|                                                      |                                                      |                                                      |                                                      |                                                      |                                                      |  |  |                                           |                                           |                                           |                                           |                                           |                                           |  |  |                                                 |                                                 |                                                 |                                                 |                                                 |                                                 |  |  | 安息帝國國王 薩納特魯斯                          |                                                  |                                                  |                                                  |                                                  |                                                  |  |  |                                |                                |                                |                                |                                |                                |                            |                            |                            |                            |                            |                            |  |  |  |  |  |  |  |  |  |  |  |  |  |  |
|                                                      |                                                      |                                                      |                                                      |                                                      |                                                      |  |  |                                           |                                           |                                           |                                           |                                           |                                           |  |  |                                                 |                                                 |                                                 |                                                 |                                                 |                                                 |  |  |                                                  |                                                  |                                                  |                                                  |                                                  |                                                  |  |  |                                |                                |                                |                                |                                |                                |                            |                            |                            |                            |                            |                            |  |  |  |  |  |  |  |  |  |  |  |  |  |  |
| 亞美尼亞 王國國王 提格兰二世                         | 亞美尼亞 王國國王 提格兰二世                         | 亞美尼亞 王國國王 提格兰二世                         | 亞美尼亞 王國國王 提格兰二世                         | 亞美尼亞 王國國王 提格兰二世                         | 亞美尼亞 王國國王 提格兰二世                         |  |  |                                           |                                           |                                           |                                           |                                           |                                           |  |  |                                                 |                                                 |                                                 |                                                 |                                                 |                                                 |  |  | 安息帝國 王中之王 弗拉特斯三世                   | 安息帝國 王中之王 弗拉特斯三世                   | 安息帝國 王中之王 弗拉特斯三世                   | 安息帝國 王中之王 弗拉特斯三世                   | 安息帝國 王中之王 弗拉特斯三世                   | 安息帝國 王中之王 弗拉特斯三世                   |  |  |                                |                                |                                |                                |                                |                                |                            |                            |                            |                            |                            |                            |  |  |  |  |  |  |  |  |  |  |  |  |  |  |
| 亞美尼亞 王國國王 提格兰二世                         | 亞美尼亞 王國國王 提格兰二世                         | 亞美尼亞 王國國王 提格兰二世                         | 亞美尼亞 王國國王 提格兰二世                         | 亞美尼亞 王國國王 提格兰二世                         | 亞美尼亞 王國國王 提格兰二世                         |  |  |                                           |                                           |                                           |                                           |                                           |                                           |  |  |                                                 |                                                 |                                                 |                                                 |                                                 |                                                 |  |  | 安息帝國 王中之王 弗拉特斯三世                   | 安息帝國 王中之王 弗拉特斯三世                   | 安息帝國 王中之王 弗拉特斯三世                   | 安息帝國 王中之王 弗拉特斯三世                   | 安息帝國 王中之王 弗拉特斯三世                   | 安息帝國 王中之王 弗拉特斯三世                   |  |  |                                |                                |                                |                                |                                |                                |                            |                            |                            |                            |                            |                            |  |  |  |  |  |  |  |  |  |  |  |  |  |  |
|                                                      |                                                      |                                                      |                                                      |                                                      |                                                      |  |  |                                           |                                           |                                           |                                           |                                           |                                           |  |  |                                                 |                                                 |                                                 |                                                 |                                                 |                                                 |  |  |                                                  |                                                  |                                                  |                                                  |                                                  |                                                  |  |  |                                |                                |                                |                                |                                |                                |                            |                            |                            |                            |                            |                            |  |  |  |  |  |  |  |  |  |  |  |  |  |  |
| 索菲尼 王國國王 亞美尼亞 王國王子 小提格蘭           | 索菲尼 王國國王 亞美尼亞 王國王子 小提格蘭           | 索菲尼 王國國王 亞美尼亞 王國王子 小提格蘭           | 索菲尼 王國國王 亞美尼亞 王國王子 小提格蘭           | 索菲尼 王國國王 亞美尼亞 王國王子 小提格蘭           | 索菲尼 王國國王 亞美尼亞 王國王子 小提格蘭           |  |  | 佚名公主                                  | 佚名公主                                  | 佚名公主                                  | 佚名公主                                  | 佚名公主                                  | 佚名公主                                  |  |  | 安息帝國 王中之王 米特里達梯 四世               | 安息帝國 王中之王 米特里達梯 四世               | 安息帝國 王中之王 米特里達梯 四世               | 安息帝國 王中之王 米特里達梯 四世               | 安息帝國 王中之王 米特里達梯 四世               | 安息帝國 王中之王 米特里達梯 四世               |  |  | 安息帝國 王中之王 奥罗德斯二世                   | 安息帝國 王中之王 奥罗德斯二世                   | 安息帝國 王中之王 奥罗德斯二世                   | 安息帝國 王中之王 奥罗德斯二世                   | 安息帝國 王中之王 奥罗德斯二世                   | 安息帝國 王中之王 奥罗德斯二世                   |  |  |                                |                                |                                |                                |                                |                                |                            |                            |                            |                            |                            |                            |  |  |  |  |  |  |  |  |  |  |  |  |  |  |
| 索菲尼 王國國王 亞美尼亞 王國王子 小提格蘭           | 索菲尼 王國國王 亞美尼亞 王國王子 小提格蘭           | 索菲尼 王國國王 亞美尼亞 王國王子 小提格蘭           | 索菲尼 王國國王 亞美尼亞 王國王子 小提格蘭           | 索菲尼 王國國王 亞美尼亞 王國王子 小提格蘭           | 索菲尼 王國國王 亞美尼亞 王國王子 小提格蘭           |  |  | 佚名公主                                  | 佚名公主                                  | 佚名公主                                  | 佚名公主                                  | 佚名公主                                  | 佚名公主                                  |  |  | 安息帝國 王中之王 米特里達梯 四世               | 安息帝國 王中之王 米特里達梯 四世               | 安息帝國 王中之王 米特里達梯 四世               | 安息帝國 王中之王 米特里達梯 四世               | 安息帝國 王中之王 米特里達梯 四世               | 安息帝國 王中之王 米特里達梯 四世               |  |  | 安息帝國 王中之王 奥罗德斯二世                   | 安息帝國 王中之王 奥罗德斯二世                   | 安息帝國 王中之王 奥罗德斯二世                   | 安息帝國 王中之王 奥罗德斯二世                   | 安息帝國 王中之王 奥罗德斯二世                   | 安息帝國 王中之王 奥罗德斯二世                   |  |  |                                |                                |                                |                                |                                |                                |                            |                            |                            |                            |                            |                            |  |  |  |  |  |  |  |  |  |  |  |  |  |  |
|                                                      |                                                      |                                                      |                                                      |                                                      |                                                      |  |  |                                           |                                           |                                           |                                           |                                           |                                           |  |  |                                                 |                                                 |                                                 |                                                 |                                                 |                                                 |  |  |                                                  |                                                  |                                                  |                                                  |                                                  |                                                  |  |  |                                |                                |                                |                                |                                |                                |                            |                            |                            |                            |                            |                            |  |  |  |  |  |  |  |  |  |  |  |  |  |  |
|                                                      |                                                      |                                                      |                                                      |                                                      |                                                      |  |  |                                           |                                           |                                           |                                           |                                           |                                           |  |  |                                                 |                                                 |                                                 |                                                 |                                                 |                                                 |  |  |                                                  |                                                  |                                                  |                                                  |                                                  |                                                  |  |  |                                |                                |                                |                                |                                |                                |                            |                            |                            |                            |                            |                            |  |  |  |  |  |  |  |  |  |  |  |  |  |  |
|                                                      |                                                      |                                                      |                                                      |                                                      |                                                      |  |  |                                           |                                           |                                           |                                           |                                           |                                           |  |  | 安息帝國王子 （共治者） 帕科羅斯一世            | 安息帝國王子 （共治者） 帕科羅斯一世            | 安息帝國王子 （共治者） 帕科羅斯一世            | 安息帝國王子 （共治者） 帕科羅斯一世            | 安息帝國王子 （共治者） 帕科羅斯一世            | 安息帝國王子 （共治者） 帕科羅斯一世            |  |  | 安息帝國 王中之王 弗拉特斯四世                   | 安息帝國 王中之王 弗拉特斯四世                   | 安息帝國 王中之王 弗拉特斯四世                   | 安息帝國 王中之王 弗拉特斯四世                   | 安息帝國 王中之王 弗拉特斯四世                   | 安息帝國 王中之王 弗拉特斯四世                   |  |  |                                |                                |                                |                                |                                |                                | 安息帝國 女王中之女王 穆薩 | 安息帝國 女王中之女王 穆薩 | 安息帝國 女王中之女王 穆薩 | 安息帝國 女王中之女王 穆薩 | 安息帝國 女王中之女王 穆薩 | 安息帝國 女王中之女王 穆薩 |  |  |  |  |  |  |  |  |  |  |  |  |  |  |
|                                                      |                                                      |                                                      |                                                      |                                                      |                                                      |  |  |                                           |                                           |                                           |                                           |                                           |                                           |  |  | 安息帝國王子 （共治者） 帕科羅斯一世            | 安息帝國王子 （共治者） 帕科羅斯一世            | 安息帝國王子 （共治者） 帕科羅斯一世            | 安息帝國王子 （共治者） 帕科羅斯一世            | 安息帝國王子 （共治者） 帕科羅斯一世            | 安息帝國王子 （共治者） 帕科羅斯一世            |  |  | 安息帝國 王中之王 弗拉特斯四世                   | 安息帝國 王中之王 弗拉特斯四世                   | 安息帝國 王中之王 弗拉特斯四世                   | 安息帝國 王中之王 弗拉特斯四世                   | 安息帝國 王中之王 弗拉特斯四世                   | 安息帝國 王中之王 弗拉特斯四世                   |  |  |                                |                                |                                |                                |                                |                                | 安息帝國 女王中之女王 穆薩 | 安息帝國 女王中之女王 穆薩 | 安息帝國 女王中之女王 穆薩 | 安息帝國 女王中之女王 穆薩 | 安息帝國 女王中之女王 穆薩 | 安息帝國 女王中之女王 穆薩 |  |  |  |  |  |  |  |  |  |  |  |  |  |  |
|                                                      |                                                      |                                                      |                                                      |                                                      |                                                      |  |  |                                           |                                           |                                           |                                           |                                           |                                           |  |  |                                                 |                                                 |                                                 |                                                 |                                                 |                                                 |  |  |                                                  |                                                  |                                                  |                                                  |                                                  |                                                  |  |  |                                |                                |                                |                                |                                |                                |                            |                            |                            |                            |                            |                            |  |  |  |  |  |  |  |  |  |  |  |  |  |  |
|                                                      |                                                      |                                                      |                                                      |                                                      |                                                      |  |  |                                           |                                           |                                           |                                           |                                           |                                           |  |  |                                                 |                                                 |                                                 |                                                 |                                                 |                                                 |  |  |                                                  |                                                  |                                                  |                                                  |                                                  |                                                  |  |  |                                |                                |                                |                                |                                |                                |                            |                            |                            |                            |                            |                            |  |  |  |  |  |  |  |  |  |  |  |  |  |  |
| 大益人王子                                           | 大益人王子                                           | 大益人王子                                           | 大益人王子                                           | 大益人王子                                           | 大益人王子                                           |  |  | 佚名公主                                  | 佚名公主                                  | 佚名公主                                  | 佚名公主                                  | 佚名公主                                  | 佚名公主                                  |  |  | 安息帝國王子 （爭位者） 弗拉特斯                | 安息帝國王子 （爭位者） 弗拉特斯                | 安息帝國王子 （爭位者） 弗拉特斯                | 安息帝國王子 （爭位者） 弗拉特斯                | 安息帝國王子 （爭位者） 弗拉特斯                | 安息帝國王子 （爭位者） 弗拉特斯                |  |  | 安息帝國 王中之王 亞美尼亞 王國國王 沃諾奈斯一世 | 安息帝國 王中之王 亞美尼亞 王國國王 沃諾奈斯一世 | 安息帝國 王中之王 亞美尼亞 王國國王 沃諾奈斯一世 | 安息帝國 王中之王 亞美尼亞 王國國王 沃諾奈斯一世 | 安息帝國 王中之王 亞美尼亞 王國國王 沃諾奈斯一世 | 安息帝國 王中之王 亞美尼亞 王國國王 沃諾奈斯一世 |  |  | 安息帝國 王中之王 弗拉特斯五世 | 安息帝國 王中之王 弗拉特斯五世 | 安息帝國 王中之王 弗拉特斯五世 | 安息帝國 王中之王 弗拉特斯五世 | 安息帝國 王中之王 弗拉特斯五世 | 安息帝國 王中之王 弗拉特斯五世 |                            |                            |                            |                            |                            |                            |  |  |  |  |  |  |  |  |  |  |  |  |  |  |
| 大益人王子                                           | 大益人王子                                           | 大益人王子                                           | 大益人王子                                           | 大益人王子                                           | 大益人王子                                           |  |  | 佚名公主                                  | 佚名公主                                  | 佚名公主                                  | 佚名公主                                  | 佚名公主                                  | 佚名公主                                  |  |  | 安息帝國王子 （爭位者） 弗拉特斯                | 安息帝國王子 （爭位者） 弗拉特斯                | 安息帝國王子 （爭位者） 弗拉特斯                | 安息帝國王子 （爭位者） 弗拉特斯                | 安息帝國王子 （爭位者） 弗拉特斯                | 安息帝國王子 （爭位者） 弗拉特斯                |  |  | 安息帝國 王中之王 亞美尼亞 王國國王 沃諾奈斯一世 | 安息帝國 王中之王 亞美尼亞 王國國王 沃諾奈斯一世 | 安息帝國 王中之王 亞美尼亞 王國國王 沃諾奈斯一世 | 安息帝國 王中之王 亞美尼亞 王國國王 沃諾奈斯一世 | 安息帝國 王中之王 亞美尼亞 王國國王 沃諾奈斯一世 | 安息帝國 王中之王 亞美尼亞 王國國王 沃諾奈斯一世 |  |  | 安息帝國 王中之王 弗拉特斯五世 | 安息帝國 王中之王 弗拉特斯五世 | 安息帝國 王中之王 弗拉特斯五世 | 安息帝國 王中之王 弗拉特斯五世 | 安息帝國 王中之王 弗拉特斯五世 | 安息帝國 王中之王 弗拉特斯五世 |                            |                            |                            |                            |                            |                            |  |  |  |  |  |  |  |  |  |  |  |  |  |  |
|                                                      |                                                      |                                                      |                                                      |                                                      |                                                      |  |  |                                           |                                           |                                           |                                           |                                           |                                           |  |  |                                                 |                                                 |                                                 |                                                 |                                                 |                                                 |  |  |                                                  |                                                  |                                                  |                                                  |                                                  |                                                  |  |  |                                |                                |                                |                                |                                |                                |                            |                            |                            |                            |                            |                            |  |  |  |  |  |  |  |  |  |  |  |  |  |  |
|                                                      |                                                      |                                                      |                                                      |                                                      |                                                      |  |  |                                           |                                           |                                           |                                           |                                           |                                           |  |  |                                                 |                                                 |                                                 |                                                 |                                                 |                                                 |  |  |                                                  |                                                  |                                                  |                                                  |                                                  |                                                  |  |  |                                |                                |                                |                                |                                |                                |                            |                            |                            |                            |                            |                            |  |  |  |  |  |  |  |  |  |  |  |  |  |  |
| 安息帝國 王中之王 阿特羅帕特尼 王國國王 阿尔达班二世 | 安息帝國 王中之王 阿特羅帕特尼 王國國王 阿尔达班二世 | 安息帝國 王中之王 阿特羅帕特尼 王國國王 阿尔达班二世 | 安息帝國 王中之王 阿特羅帕特尼 王國國王 阿尔达班二世 | 安息帝國 王中之王 阿特羅帕特尼 王國國王 阿尔达班二世 | 安息帝國 王中之王 阿特羅帕特尼 王國國王 阿尔达班二世 |  |  |                                           |                                           |                                           |                                           |                                           |                                           |  |  | 安息帝國國王 阿特羅帕特尼 王國國王 沃諾奈斯二世 | 安息帝國國王 阿特羅帕特尼 王國國王 沃諾奈斯二世 | 安息帝國國王 阿特羅帕特尼 王國國王 沃諾奈斯二世 | 安息帝國國王 阿特羅帕特尼 王國國王 沃諾奈斯二世 | 安息帝國國王 阿特羅帕特尼 王國國王 沃諾奈斯二世 | 安息帝國國王 阿特羅帕特尼 王國國王 沃諾奈斯二世 |  |  | 安息帝國 王中之王 （爭位者） 美赫爾達特斯        | 安息帝國 王中之王 （爭位者） 美赫爾達特斯        | 安息帝國 王中之王 （爭位者） 美赫爾達特斯        | 安息帝國 王中之王 （爭位者） 美赫爾達特斯        | 安息帝國 王中之王 （爭位者） 美赫爾達特斯        | 安息帝國 王中之王 （爭位者） 美赫爾達特斯        |  |  |                                |                                |                                |                                |                                |                                |                            |                            |                            |                            |                            |                            |  |  |  |  |  |  |  |  |  |  |  |  |  |  |
| 安息帝國 王中之王 阿特羅帕特尼 王國國王 阿尔达班二世 | 安息帝國 王中之王 阿特羅帕特尼 王國國王 阿尔达班二世 | 安息帝國 王中之王 阿特羅帕特尼 王國國王 阿尔达班二世 | 安息帝國 王中之王 阿特羅帕特尼 王國國王 阿尔达班二世 | 安息帝國 王中之王 阿特羅帕特尼 王國國王 阿尔达班二世 | 安息帝國 王中之王 阿特羅帕特尼 王國國王 阿尔达班二世 |  |  |                                           |                                           |                                           |                                           |                                           |                                           |  |  | 安息帝國國王 阿特羅帕特尼 王國國王 沃諾奈斯二世 | 安息帝國國王 阿特羅帕特尼 王國國王 沃諾奈斯二世 | 安息帝國國王 阿特羅帕特尼 王國國王 沃諾奈斯二世 | 安息帝國國王 阿特羅帕特尼 王國國王 沃諾奈斯二世 | 安息帝國國王 阿特羅帕特尼 王國國王 沃諾奈斯二世 | 安息帝國國王 阿特羅帕特尼 王國國王 沃諾奈斯二世 |  |  | 安息帝國 王中之王 （爭位者） 美赫爾達特斯        | 安息帝國 王中之王 （爭位者） 美赫爾達特斯        | 安息帝國 王中之王 （爭位者） 美赫爾達特斯        | 安息帝國 王中之王 （爭位者） 美赫爾達特斯        | 安息帝國 王中之王 （爭位者） 美赫爾達特斯        | 安息帝國 王中之王 （爭位者） 美赫爾達特斯        |  |  |                                |                                |                                |                                |                                |                                |                            |                            |                            |                            |                            |                            |  |  |  |  |  |  |  |  |  |  |  |  |  |  |
|                                                      |                                                      |                                                      |                                                      |                                                      |                                                      |  |  |                                           |                                           |                                           |                                           |                                           |                                           |  |  |                                                 |                                                 |                                                 |                                                 |                                                 |                                                 |  |  |                                                  |                                                  |                                                  |                                                  |                                                  |                                                  |  |  |                                |                                |                                |                                |                                |                                |                            |                            |                            |                            |                            |                            |  |  |  |  |  |  |  |  |  |  |  |  |  |  |
| 安息帝國 王中之王 瓦尔丹一世                         | 安息帝國 王中之王 瓦尔丹一世                         | 安息帝國 王中之王 瓦尔丹一世                         | 安息帝國 王中之王 瓦尔丹一世                         | 安息帝國 王中之王 瓦尔丹一世                         | 安息帝國 王中之王 瓦尔丹一世                         |  |  | 安息帝國 王中之王 古达尔兹二世            | 安息帝國 王中之王 古达尔兹二世            | 安息帝國 王中之王 古达尔兹二世            | 安息帝國 王中之王 古达尔兹二世            | 安息帝國 王中之王 古达尔兹二世            | 安息帝國 王中之王 古达尔兹二世            |  |  | 安息帝國 王中之王 沃洛吉斯一世                  | 安息帝國 王中之王 沃洛吉斯一世                  | 安息帝國 王中之王 沃洛吉斯一世                  | 安息帝國 王中之王 沃洛吉斯一世                  | 安息帝國 王中之王 沃洛吉斯一世                  | 安息帝國 王中之王 沃洛吉斯一世                  |  |  | 阿特羅帕特尼 王國國王 帕科羅斯                   | 阿特羅帕特尼 王國國王 帕科羅斯                   | 阿特羅帕特尼 王國國王 帕科羅斯                   | 阿特羅帕特尼 王國國王 帕科羅斯                   | 阿特羅帕特尼 王國國王 帕科羅斯                   | 阿特羅帕特尼 王國國王 帕科羅斯                   |  |  | 亞美尼亞 王國國王 梯里達底一世 | 亞美尼亞 王國國王 梯里達底一世 | 亞美尼亞 王國國王 梯里達底一世 | 亞美尼亞 王國國王 梯里達底一世 | 亞美尼亞 王國國王 梯里達底一世 | 亞美尼亞 王國國王 梯里達底一世 |                            |                            |                            |                            |                            |                            |  |  |  |  |  |  |  |  |  |  |  |  |  |  |
| 安息帝國 王中之王 瓦尔丹一世                         | 安息帝國 王中之王 瓦尔丹一世                         | 安息帝國 王中之王 瓦尔丹一世                         | 安息帝國 王中之王 瓦尔丹一世                         | 安息帝國 王中之王 瓦尔丹一世                         | 安息帝國 王中之王 瓦尔丹一世                         |  |  | 安息帝國 王中之王 古达尔兹二世            | 安息帝國 王中之王 古达尔兹二世            | 安息帝國 王中之王 古达尔兹二世            | 安息帝國 王中之王 古达尔兹二世            | 安息帝國 王中之王 古达尔兹二世            | 安息帝國 王中之王 古达尔兹二世            |  |  | 安息帝國 王中之王 沃洛吉斯一世                  | 安息帝國 王中之王 沃洛吉斯一世                  | 安息帝國 王中之王 沃洛吉斯一世                  | 安息帝國 王中之王 沃洛吉斯一世                  | 安息帝國 王中之王 沃洛吉斯一世                  | 安息帝國 王中之王 沃洛吉斯一世                  |  |  | 阿特羅帕特尼 王國國王 帕科羅斯                   | 阿特羅帕特尼 王國國王 帕科羅斯                   | 阿特羅帕特尼 王國國王 帕科羅斯                   | 阿特羅帕特尼 王國國王 帕科羅斯                   | 阿特羅帕特尼 王國國王 帕科羅斯                   | 阿特羅帕特尼 王國國王 帕科羅斯                   |  |  | 亞美尼亞 王國國王 梯里達底一世 | 亞美尼亞 王國國王 梯里達底一世 | 亞美尼亞 王國國王 梯里達底一世 | 亞美尼亞 王國國王 梯里達底一世 | 亞美尼亞 王國國王 梯里達底一世 | 亞美尼亞 王國國王 梯里達底一世 |                            |                            |                            |                            |                            |                            |  |  |  |  |  |  |  |  |  |  |  |  |  |  |
|                                                      |                                                      |                                                      |                                                      |                                                      |                                                      |  |  |                                           |                                           |                                           |                                           |                                           |                                           |  |  |                                                 |                                                 |                                                 |                                                 |                                                 |                                                 |  |  |                                                  |                                                  |                                                  |                                                  |                                                  |                                                  |  |  |                                |                                |                                |                                |                                |                                |                            |                            |                            |                            |                            |                            |  |  |  |  |  |  |  |  |  |  |  |  |  |  |
| 安息帝國 王中之王 （爭位者） 阿尔达班三世            | 安息帝國 王中之王 （爭位者） 阿尔达班三世            | 安息帝國 王中之王 （爭位者） 阿尔达班三世            | 安息帝國 王中之王 （爭位者） 阿尔达班三世            | 安息帝國 王中之王 （爭位者） 阿尔达班三世            | 安息帝國 王中之王 （爭位者） 阿尔达班三世            |  |  | 安息帝國 王中之王 （爭位者） 沃洛吉斯二世 | 安息帝國 王中之王 （爭位者） 沃洛吉斯二世 | 安息帝國 王中之王 （爭位者） 沃洛吉斯二世 | 安息帝國 王中之王 （爭位者） 沃洛吉斯二世 | 安息帝國 王中之王 （爭位者） 沃洛吉斯二世 | 安息帝國 王中之王 （爭位者） 沃洛吉斯二世 |  |  | 安息帝國 王中之王 帕科羅斯二世                  | 安息帝國 王中之王 帕科羅斯二世                  | 安息帝國 王中之王 帕科羅斯二世                  | 安息帝國 王中之王 帕科羅斯二世                  | 安息帝國 王中之王 帕科羅斯二世                  | 安息帝國 王中之王 帕科羅斯二世                  |  |  | 安息帝國 王中之王 （爭位者） 瓦尔丹二世          | 安息帝國 王中之王 （爭位者） 瓦尔丹二世          | 安息帝國 王中之王 （爭位者） 瓦尔丹二世          | 安息帝國 王中之王 （爭位者） 瓦尔丹二世          | 安息帝國 王中之王 （爭位者） 瓦尔丹二世          | 安息帝國 王中之王 （爭位者） 瓦尔丹二世          |  |  |                                |                                |                                |                                |                                |                                |                            |                            |                            |                            |                            |                            |  |  |  |  |  |  |  |  |  |  |  |  |  |  |
| 安息帝國 王中之王 （爭位者） 阿尔达班三世            | 安息帝國 王中之王 （爭位者） 阿尔达班三世            | 安息帝國 王中之王 （爭位者） 阿尔达班三世            | 安息帝國 王中之王 （爭位者） 阿尔达班三世            | 安息帝國 王中之王 （爭位者） 阿尔达班三世            | 安息帝國 王中之王 （爭位者） 阿尔达班三世            |  |  | 安息帝國 王中之王 （爭位者） 沃洛吉斯二世 | 安息帝國 王中之王 （爭位者） 沃洛吉斯二世 | 安息帝國 王中之王 （爭位者） 沃洛吉斯二世 | 安息帝國 王中之王 （爭位者） 沃洛吉斯二世 | 安息帝國 王中之王 （爭位者） 沃洛吉斯二世 | 安息帝國 王中之王 （爭位者） 沃洛吉斯二世 |  |  | 安息帝國 王中之王 帕科羅斯二世                  | 安息帝國 王中之王 帕科羅斯二世                  | 安息帝國 王中之王 帕科羅斯二世                  | 安息帝國 王中之王 帕科羅斯二世                  | 安息帝國 王中之王 帕科羅斯二世                  | 安息帝國 王中之王 帕科羅斯二世                  |  |  | 安息帝國 王中之王 （爭位者） 瓦尔丹二世          | 安息帝國 王中之王 （爭位者） 瓦尔丹二世          | 安息帝國 王中之王 （爭位者） 瓦尔丹二世          | 安息帝國 王中之王 （爭位者） 瓦尔丹二世          | 安息帝國 王中之王 （爭位者） 瓦尔丹二世          | 安息帝國 王中之王 （爭位者） 瓦尔丹二世          |  |  |                                |                                |                                |                                |                                |                                |                            |                            |                            |                            |                            |                            |  |  |  |  |  |  |  |  |  |  |  |  |  |  |
|                                                      |                                                      |                                                      |                                                      |                                                      |                                                      |  |  |                                           |                                           |                                           |                                           |                                           |                                           |  |  |                                                 |                                                 |                                                 |                                                 |                                                 |                                                 |  |  |                                                  |                                                  |                                                  |                                                  |                                                  |                                                  |  |  |                                |                                |                                |                                |                                |                                |                            |                            |                            |                            |                            |                            |  |  |  |  |  |  |  |  |  |  |  |  |  |  |
| 安息帝國 王中之王 沃洛吉斯三世                       | 安息帝國 王中之王 沃洛吉斯三世                       | 安息帝國 王中之王 沃洛吉斯三世                       | 安息帝國 王中之王 沃洛吉斯三世                       | 安息帝國 王中之王 沃洛吉斯三世                       | 安息帝國 王中之王 沃洛吉斯三世                       |  |  | 亞美尼亞 王國國王 阿克西達瑞斯            | 亞美尼亞 王國國王 阿克西達瑞斯            | 亞美尼亞 王國國王 阿克西達瑞斯            | 亞美尼亞 王國國王 阿克西達瑞斯            | 亞美尼亞 王國國王 阿克西達瑞斯            | 亞美尼亞 王國國王 阿克西達瑞斯            |  |  | 亞美尼亞 王國國王 帕爾塔馬 西里斯               | 亞美尼亞 王國國王 帕爾塔馬 西里斯               | 亞美尼亞 王國國王 帕爾塔馬 西里斯               | 亞美尼亞 王國國王 帕爾塔馬 西里斯               | 亞美尼亞 王國國王 帕爾塔馬 西里斯               | 亞美尼亞 王國國王 帕爾塔馬 西里斯               |  |  | 卡剌肯涅 王國國王 米里達梯                       | 卡剌肯涅 王國國王 米里達梯                       | 卡剌肯涅 王國國王 米里達梯                       | 卡剌肯涅 王國國王 米里達梯                       | 卡剌肯涅 王國國王 米里達梯                       | 卡剌肯涅 王國國王 米里達梯                       |  |  |                                |                                |                                |                                |                                |                                |                            |                            |                            |                            |                            |                            |  |  |  |  |  |  |  |  |  |  |  |  |  |  |

## 腳注
1. ↑  Schmitt 2005.
2. ↑  Kia 2016，第160頁.
3. ↑  Kia 2016，第195頁.
4. 1 2  Dąbrowa 2012，第169頁.
5. 1 2  Olbrycht 2015，第363頁.
6. 1 2  Olbrycht 2016，第23頁.
7. ↑  Olbrycht 2016，第3頁.
8. 1 2 3  Dąbrowa 2012，第171頁.
9. ↑  Garsoian 2005.
10. ↑  Shayegan 2011，第245, 320頁.
11. 1 2  Shayegan 2011，第316頁.
12. ↑  Shayegan 2011，第316, 318–319頁.
13. ↑  Shayegan 2011，第319頁.
14. ↑  Dąbrowa 2018，第78頁.
15. ↑  Shayegan 2011，第320頁.
16. 1 2  Shayegan 2011，第322頁.
17. ↑  Shayegan 2011，第320–322頁.
18. 1 2 3 4 5 6  Dąbrowa 2018，第79頁.
19. 1 2 3 4 5 6 7  Shayegan 2011，第323頁.
20. ↑  Marciak 2017，第131頁.
21. ↑  Marciak 2017，第95–96頁.
22. ↑  Shayegan 2011，第245頁.
23. ↑  Shayegan 2011，第323–324頁.
24. ↑  Marciak 2017，第244–245頁.
25. ↑  Shayegan 2011，第324頁.
26. 1 2  Shayegan 2011，第324, 326頁.
27. ↑  Dąbrowa 2012，第172頁.
28. ↑  Curtis 2012，第68頁.
29. ↑  Dąbrowa 2010，第228頁.
30. ↑  Shayegan 2011，第225, 235頁.
31. ↑  Shayegan 2011，第225頁.
32. ↑  Dąbrowa 2012，第179頁.
33. ↑  Kia 2016，第23頁.
34. 1 2  Shayegan 2011，第235頁.
35. ↑  Curtis 2012，第70頁.
36. ↑  Dąbrowa 2007，第127頁.
37. ↑  Olbrycht 2016，第24頁.
38. ↑  Rezakhani 2013，第776頁.
39. ↑  Curtis 2012，第68, 70–71頁.
40. 1 2  Curtis 2012，第71頁.
41. ↑  Curtis 2012，第76–77頁.
42. ↑  Boyce 1984，第82頁.
43. ↑  Curtis 2012，第71–72, 77, 423頁.
44. 1 2  Kia 2016，第196頁.
45. ↑  Shayegan 2011，第238頁.
46. ↑  Dąbrowa 2013，第56頁.
47. ↑  Dąbrowa 2018，第80頁.
48. 1 2  Dąbrowa 2018，第391頁.